# Rolf Fieguth
Rolf Fieguth (ur. 2 listopada 1941 w Berlinie) – niemiecki slawista, germanista i tłumacz.

## Kariera i specjalizacja
Ukończył Gimnazjum Języków Starożytnych w Erlangen (1961). Następnie studiował w Berlinie Zachodnim i Monachium (slawistyka, historia Europy Wschodniej i germanistyka). Doktorat uzyskał w 1967 (Metafora i realność we wczesnych Dziadach Adama Mickiewicza). W latach 1967–1979 na Uniwersytecie w Konstancji w zespole tłumaczy tekstów rosyjskich formalistów. Badał też lingwistykę romańską, strukturalizm praski i warszawski, fenomenologię oraz estetykę recepcji. W latach 1968–1969 przebywał na stażu w Warszawie (Instytut Badań Literackich PAN). Badał tu klasycyzm i preromantyzm w polskiej literaturze. Współpracował m.in. z Instytutem Filologii Polskiej UAM. Habilitował się w 1976 (slawistyka, literaturoznawstwo). W 1980 pracował w Seminarium Słowiańskim Uniwersytetu w Amsterdamie. Lata 1980–1983 spędził na Wolnym Uniwersytecie w Berlinie Zachodnim jako profesor polonistyki i rusycystyki. Od 1983 profesor zwyczajny języków i literatur słowiańskich na uniwersytecie w szwajcarskim Fryburgu (1991–1993 dziekan Wydziału Nauk Humanistycznych, 2003–2006 dyrektor Instytutu Literaturoznawstwa Powszechnego i Porównawczego). 
Podczas swoich badań wyrażał szczególne zainteresowanie twórczością Adama Mickiewicza. Badał też twórczość takich poetów i pisarzy jak: Jan Kochanowski, Sebastian Grabowiecki, Franciszek Dionizy Kniaźnin, Alojzy Feliński, Cyprian Kamil Norwid, Stanisław Ignacy Witkiewicz, Brunon Schulz, Witold Gombrowicz i Stanisław Różewicz.
Przetłumaczył na język niemiecki m.in. Trans-Atlantyk Witolda Gombrowicza i Vade-mecum Cypriana Kamila Norwida. 
W 1991 otrzymał nagrodę literacką ZAiKS-u dla tłumaczy, w 2009 został wyróżniony Medalem za Zasługi dla UAM.